# قران (مدینه)
قران (به عربی: قران) یک منطقهٔ مسکونی در عربستان سعودی است که در استان مدینه واقع شده‌است.